# Tahina spectabilis
Tahina spectabilis är en enhjärtbladig växtart som beskrevs av John Dransfield och Rakotoarin. Tahina spectabilis ingår i släktet Tahina och familjen Arecaceae. Inga underarter finns listade i Catalogue of Life.

## Bildgalleri

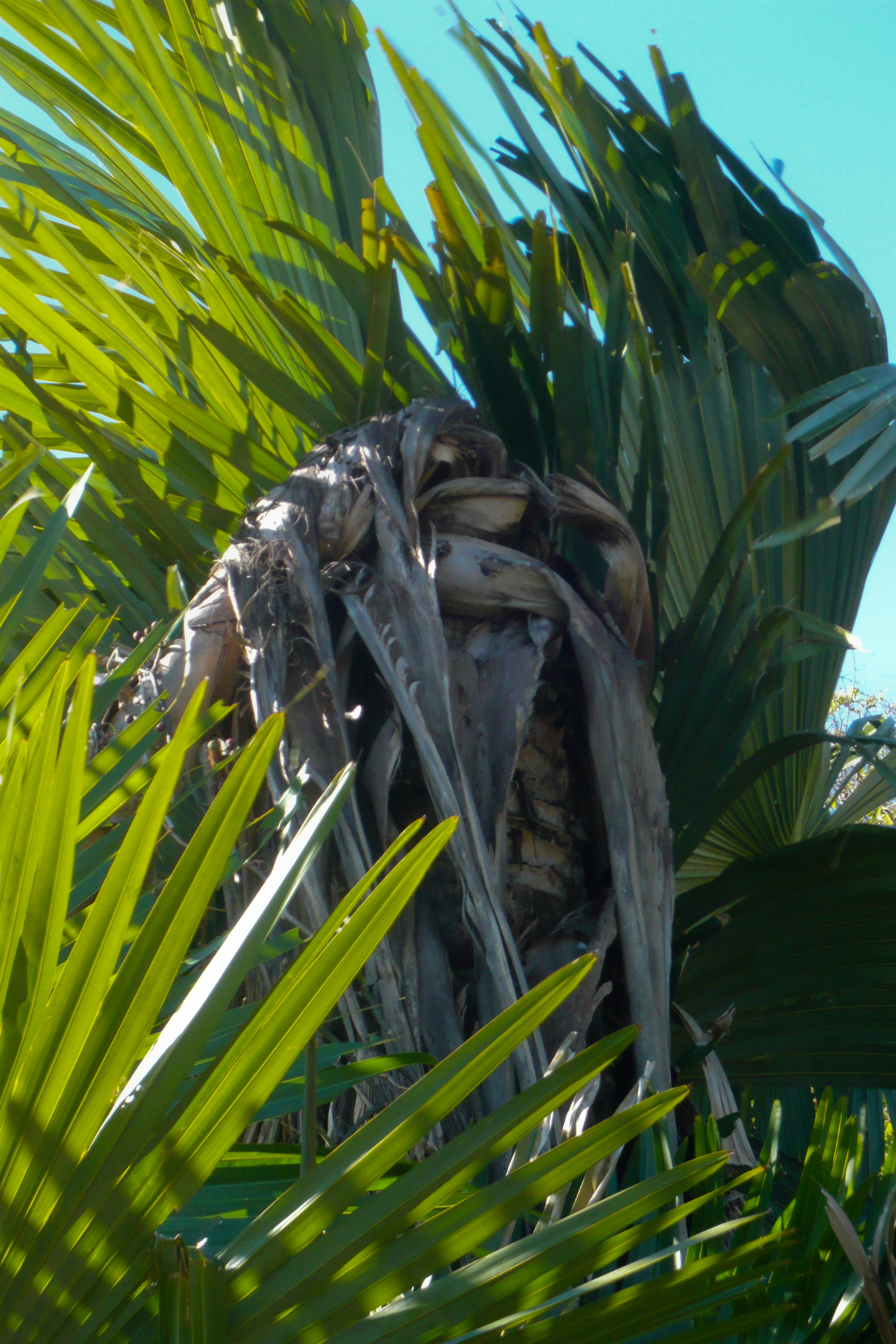
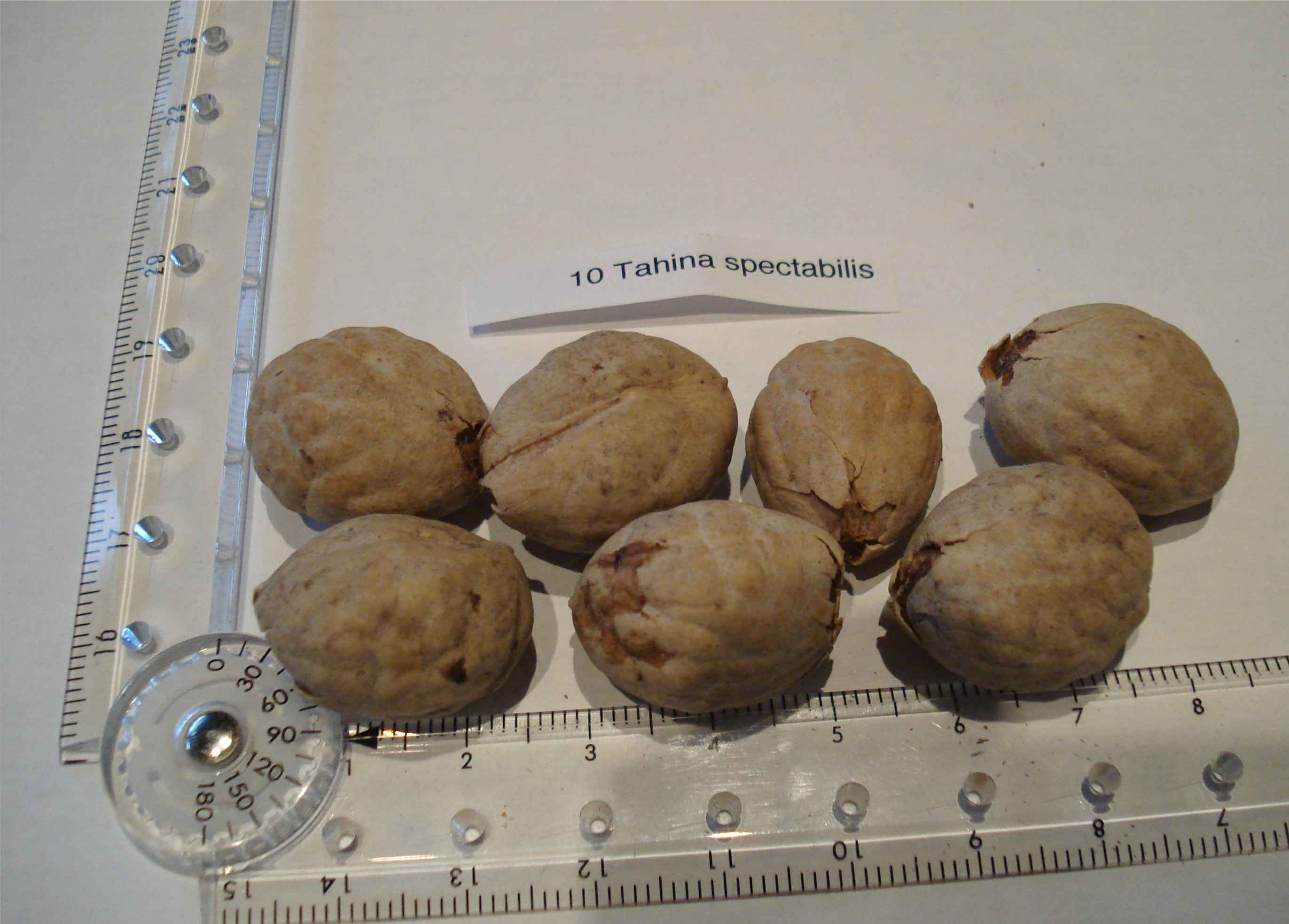